# Paolo Schiavo
Pour les articles homonymes, voir Schiavo.

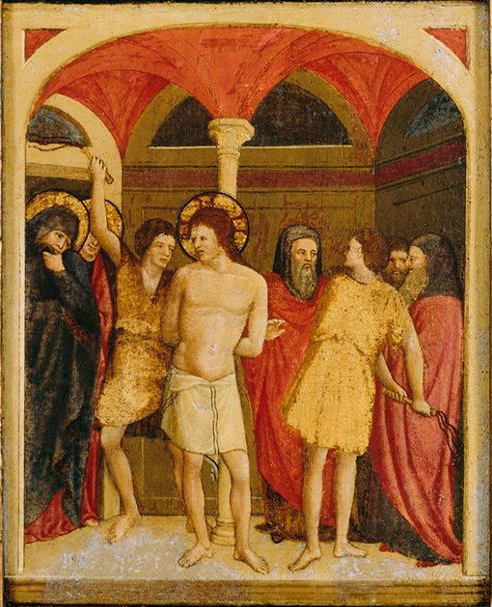
Flagellatin, Musée d'Art de Ponce, Puerto Rico, États-Unis

Paolo Schiavo, pseudonyme de Paolo di Stefano Badaloni (Florence, 1397 - Pise, 1478) est un peintre italien, enlumineur et fournisseur de dessins pour la broderie.[réf. nécessaire]

## Biographie
Paolo Schiavo nait à Florence en 1397. Il s'est formé dans le milieu des moines comaldais de Lorenzo Monaco et dans l'atelier de Masolino da Panicale, influencé par la peinture de Masaccio et de Domenico Veneziano. 
Les œuvres suivantes, non signées lui sont attribuées par leurs caractéristiques stylistiques : 
- Visitazione, Natività etAdorazione dei Magi, Philadelphia Museum of Art, Collection Johnson ;
- Annunciazione,  Musées d'État de Berlin,
- Cristo nell'Orto et San Girolamo penitente, (1420 - 1430) musée Lindenau (de), Altenbourg ;

En 1429 il est immatriculé  à l'Arte dei Medici e Speziali. 
Vers 1435, il est présent à Castiglione Olona avec Masolino, où il réalise les fresques Storie di san Giovanni Battista dans l'abside de la collégiale. 
Entre 1435 et 1440 en collaboration avec lo Scheggia il réalise les retables  : Coro di angeli musicanti, Sant'Ansano et San Biagio pour  un tabernacle de l'église  San Lorenzo à San Giovanni Valdarno, ces œuvres sont actuellement conservées au musée de la basilique Santa Maria delle Grazie. 
- Madonna e Santi (1436), Basilique San Miniato al Monte, Florence ;
- Tabernacolo dell'Olmo (1447), Castello, Florence ;
- Pietà et Crocifissione fresques et leurs sinopie (1448), monastère du Cenacolo di Sant'Apollonia, Florence ;
- Fresques (1460), Oratoire Madonna delle Querce, Legnaia, Florence,

À partir de 1462 il est documenté à Pise où il réalise un Crucifix, conservé actuellement au Musée national San Matteo, et où il meurt en 1478.
Autres attributions
- Fresques à Castelnuovo d'Elsa, frazione de Castelfiorentino, chiesa dei Santi Lorenzo e Barbara : Crocifissione con i dolenti; juste en dessous  une niche comporte des peintures à fresque, figures du Christ et saints, dans la paroi du fond une Pietà, Santa Verdiana et Santa Caterina di Alessandria, ainsi qu'une retable : Madonna tra i santi Lorenzo, Barbara, Gregorio, Giacomo e il committente. Ces œuvres ont probablement été réalisées dans les années 1460[3].
- Fresques de la chapelle sur la gauche dans l'église de San Michele, Castellaccio di Sommaia, près de Florence[4].